# Benny Andersen
Benny Allan Andersen (7. listopadu 1929 Vangede – 16. srpna 2018 Sorgenfri) byl dánský spisovatel a hudebník. Pocházel z chudé rodiny, živil se jako reklamní textař a barový pianista. Psal divadelní hry, filmové scénáře i dětské knihy, překládal německou poezii, především je známý díky svým básním psaným volným veršem. Známý byl spoluprací se zpěvákem Povlem Dissingem, v roce 1972 vytvořili písňové album Svantes Viser, které bylo zařazeno na seznam Dánského kulturního kánonu. Získal cenu Kritikenprisen a Cenu ministerstva kultury za dětskou literaturu a byl zvolen za člena Dánské akademie.

## Životopis
Pocházel z chudé rodiny, živil se jako reklamní textař a barový pianista, publikoval v časopise Heretica, roku 1960 vydal debutovou knihu a od roku 1962 byl spisovatelem na volné noze. Psal divadelní hry, filmové scénáře i dětské knihy, překládal německou poezii, především je známý díky svým básním psaným volným veršem, které se vyznačují tragikomickým zobrazením všedního života: „Unikátním a mile přesvědčivým gestem se bez klamu a upřímně, jako nesměle mžourající, krátkozraký, v řeči trochu zadrhávající a mindráky pronásledovaný človíček staví mezi své čtenáře, pravý dánský plebejec („První budou poslední a poslední budou první. Ale co my ostatní?“), člověk (po)chybující, leč bytostný demokrat s bezpečně a pevně humanisticky orientovaným kompasem v srdci i v mysli, a přitom ironik nemilosrdně shazující velkohubou nadutost, pompézní sebevědomí i xenofobní domýšlivost.“ Vydání jeho sebraného básnického díla dosáhlo rekordního nákladu 130 000 výtisků. Spolupracoval s hudebníkem a zpěvákem Povlem Dissingem, v roce 1972 vytvořili písňové album Svantes Viser, které bylo v roce 2006 zařazeno na seznam Dánského kulturního kánonu. Andersen také získal cenu Kritikenprisen a Cenu ministerstva kultury za dětskou literaturu, v roce 1972 byl zvolen za člena Dánské akademie.

## Andersen v češtině
Česky vyšel výbor jeho poezie pod názvem Má velká doba byla malá (Odeon 1983) a povídková kniha Tlusťoch Olsen aj. (Odeon 1989). Jan Burian vydal svá zhudebnění Andersenovy poezie na albech Unavený válečník (2000) a Drtivé jistoty (2003).

## Vybraná biografie
Výběr básnických sbírek Bennyho Andersena:
- Den musikalske ål, 1960
- Kamera med køkkenadgang, 1962
- Nikke Nikke Nambo og andre danske børnerim og remser, 1963
- Den indre bowlerhat, 1964
- Portrætgalleri, 1966
- Det sidste øh og andre digte, 1969
- Her i reservatet, 1971
- Svantes viser, Borgen, 1972
- Personlige papirer, 1974
- Under begge øjne, 1978
- Himmelspræt (eller kunsten at komme til verden), 1979
- Tiden og storken, 1985
- H.C. Andersens land, 1985
- Chagall og skorpiondans, 1991
- Denne kommen og gåen, 1993
- Mit liv som indvandrer, 1993
- Verdensborger i Danmark, 1995
- Verden udenfor syltetøjsglasset, 1996
- Sjælen marineret, 2001
- Svantes lykkelige dag, 2003
- Spredte digte, 2005
- Den Vilde Ungdom, 2005
- Kram, 2009
- Den nøgne mand, 2010

Několik jeho povídek:
- Bukserne, 1963
- Et lykkeligt menneske, 1968
- Samlede noveller, 2003